# جائزة بلجيكا الكبرى 1966
جائزة بلجيكا الكبرى 1966 هو سباق فورمولا 1 أقيم بتاريخ 12 يونيو 1966 في حلبة دي سبا فرانكورشومب، بلجيكا. كان الثاني من أصل 9 في بطولة العالم لسباقات الفورمولا واحد موسم 1966. حلّ البريطاني جون سورتيس أولا.

## وصلات خارجية
- الموقع الرسمي